# Đurmani
Đurmani este un sat din comuna Bar, Muntenegru. Conform datelor de la recensământul din 2003, localitatea are 210 locuitori (la recensământul din 1991 erau 140 de locuitori).

## Demografie
În satul Đurmani locuiesc 179 de persoane adulte, iar vârsta medie a populației este de 44,3 de ani (43,0 la bărbați și 45,5 la femei). În localitate sunt 83 de gospodării, iar numărul mediu de membri în gospodărie este de 2,53.
Populația localității este foarte eterogenă.
|  |

| Demografie | Demografie | Demografie |
| An         | Locuitori  | Locuitori  |
| ---------- | ---------- | ---------- |
|            |            |            |
|            |            |            |
|            |            |            |
|            |            |            |
| 1948       | 55         |            |
| 1953       | 53         |            |
| 1961       | 37         |            |
| 1971       | 85         |            |
| 1981       | 85         |            |
| 1991       | 140        | 139        |
| 2003       | 211        | 210        |

| \| Componența etnică conform recensământului din 2003[2] \| Componența etnică conform recensământului din 2003[2] \| Componența etnică conform recensământului din 2003[2] \| Componența etnică conform recensământului din 2003[2] \| Componența etnică conform recensământului din 2003[2] \| \| ----------------------------------------------------- \| ----------------------------------------------------- \| ----------------------------------------------------- \| ----------------------------------------------------- \| ----------------------------------------------------- \| \| \| \| \| \| \| \| Sârbi \| Sârbi \| \| 99 \| 47,14% \| \| Muntenegreni \| Muntenegreni \| \| 78 \| 37,14% \| \| Rusi \| Rusi \| \| 1 \| 0,47% \| \| Maghiari \| Maghiari \| \| 1 \| 0,47% \| \| Macedoneni \| Macedoneni \| \| 1 \| 0,47% \| \| Iugoslavi \| Iugoslavi \| \| 1 \| 0,47% \| \| necunoscută \| necunoscută \| \| 1 \| 0,47% \| |              |  |    |        |
| Componența etnică conform recensământului din 2003 |              |  |    |        |
| |              |  |    |        |
| Sârbi | Sârbi        |  | 99 | 47,14% |
| Muntenegreni | Muntenegreni |  | 78 | 37,14% |
| Rusi | Rusi         |  | 1  | 0,47%  |
| Maghiari | Maghiari     |  | 1  | 0,47%  |
| Macedoneni | Macedoneni   |  | 1  | 0,47%  |
| Iugoslavi | Iugoslavi    |  | 1  | 0,47%  |
| necunoscută | necunoscută  |  | 1  | 0,47%  |